# Durban-Corbières
Durban-Corbières – miejscowość i gmina we Francji, w regionie Oksytania, w departamencie Aude.
Według danych na rok 1990 gminę zamieszkiwały 673 osoby, a gęstość zaludnienia wynosiła 26 osób/km² (wśród 1545 gmin Langwedocji-Roussillon Durban-Corbières plasuje się na 436. miejscu pod względem liczby ludności, natomiast pod względem powierzchni na miejscu 260.).

## Zabytki
Zabytki w miejscowości posiadające status Monument historique:
- zamek w Durban (Château de Durban)